# ニワショーセラム
株式会社ニワショーセラム（英: NIWASHO CERAM Co., Ltd）は、愛知県尾張旭市に本社を置くファインセラミックス関連メーカーである。

## 概要
ファインセラミックスや碍子の研究開発から販売までを行っている。

## 沿革
- 1928年（昭和3年） - 丹羽鉦一が愛知県瀬戸市にて「丹羽鉦電機製陶所」創業
- 1947年（昭和22年） - 株式会社に組織変更。
- 1965年（昭和40年） - 愛知県尾張旭市に本社を移転
- 1988年（昭和63年） - 「株式会社ニワショーセラム」に社名変更

## 事業所
- 本社工場 - 愛知県尾張旭市
- 藤岡工場 - 愛知県豊田市

## スポーツチーム
社会人野球チームを有していた時期があり、1973年から1976年にかけて活動していた。活動期間は僅か4年だったが、解散後に他の社会人チームに所属した者も含めて6選手がプロ野球選手となっている。